# Primero de Enero, Cuba
Primero de Enero là đô thị ở tỉnh Ciego de Ávila của Cuba.

## Dân số
Năm 2004, đô thị Primero de Enero có dân số 27.813. với tổng diện tích 713 km² (275,3 mi²), và mật độ dân số 39,0người/km² (101người/sq mi).